# Mdantsane
Mdantsane ist eine südafrikanische Siedlung in der Provinz Eastern Cape und ein etwa 20 Kilometer nordwestlich liegender Vorort von East London.

## Entstehung und städtische Struktur
In den 1940er Jahren war es für schwarze Arbeiter sehr schwierig, in der expandierenden Industriestadt East London angemessene Unterkunftsmöglichkeiten zu finden, da die hierfür vorgesehenen Quartiere, beispielsweise Duncan Village, überfüllt waren. Im Jahre 1953 entstanden die ersten vorläufigen Planungen für eine dormitory township (deutsch etwa: Schlafvorstadt), um den wachsenden Bedarf an billigen Arbeitskräften mit den erforderlichen Unterkunftsangeboten zu flankieren. Die Gemeinde beauftragte 1954 den für städtebauliche Aufgaben Verantwortlichen mit der Suche nach geeigneten Flächen in der Nähe von Duncan Village, die man dort auch fand. Behörden der nationalen Regierungsebene lehnten diese Flächennutzungskonzepte jedoch ab, weil die davon betroffenen Gebiete unter den Vorbehalt einer Verwendung durch weiße Einwohner gestellt wurden. Daraufhin untersuchte man weitere mögliche Standorte und entschied sich für Flächen entlang der in das Landesinnere führenden Hauptverkehrsrouten auf dem Areal der Farm Umdanzani aus dem Besitz weißer Eigentümer. Diese wurden 1958 zu einem Wohnentwicklungsgebiet erklärt. Frühe Planungen sahen hier eine Siedlungsstruktur auf der ideellen Grundlage eines „Nachbarschaftskonzeptes“ als Gartenstadt mit zahlreichen kleinen urbanen Zentren vor, für die jeweils eine Infrastruktur mit Geschäften, Bildungseinrichtungen und Kirchen angedacht war.
Auf Basis der nach 1960 vorangetriebenen Politik der border industry area (deutsch: Grenzindustriegebiet) mit Fokus auf die äußeren Randzonen der Homelands entwickelte sich Mdantsane seit 1966 schrittweise zu einem großen Ersatzwohngebiet, in das man die nichtweiße Bevölkerung aus dem Stadtteil East Bank von East London im Rahmen der Politik der getrennten Entwicklung zwangsweise umsiedelte. Das regierungsamtliche Permanent Committee for the Location of Industry and the Development of Border Areas (deutsch etwa: Ständiger Ausschuss für Industriestandorte und die Entwicklung von Grenzzonen) koordinierte die Raumordnungspolitik zur Schaffung geeigneter Ansiedlungen für die benötigten Industriearbeiter. Mdantsane in der heutigen Ausdehnung entstand im Zusammenhang mit den von der Industrial Development Corporation unterstützten Investitionen des britischen Textilkonzerns von Cyril Lord. Dazu wurden aus dem südafrikanischen Staatshaushalt in den 1960er Jahren 10 Millionen Rand für den Bau des Township Mdantsane sowie die Erweiterung der bereits bestehenden und weiter westlich liegenden, ähnlichen Siedlung Zwelitsha bereitgestellt.
Vorrangig auf den Arbeitskräftebedarf bei Cyril Lord abzielend, sollte Mdantsane noch weitere schwarze Familien aus dem Stadtgebiet von East London aufnehmen. Schließlich beschlossen die Behörden die allmähliche Umsiedlung der gesamten Bevölkerung des kommunalen Township Duncan Village. Ein Teil der gebauten Kleinhäuser war zusätzlich für die Unterbringung von Familien aus der Western-Cape-Region vorgesehen, wozu es auch kam. Im Jahr 1970 lebten in Mdantsane nach 1972 veröffentlichten Statistiken 66.380 Personen.
Bei Mdantsane handelt es sich um das zweitgrößte Township in Südafrika. Die Siedlung wurde in Sektoren angelegt, die mit Bezeichnungen Unit und Zone unter Hinzufügung von Buchstaben und Zahlen versehen wurden.
In der Apartheidsperiode Südafrika gehörte der Ort zum damaligen Homeland Ciskei. Ihre Bewohner waren und viele von ihnen sind noch heute (2009) Niedriglohnarbeiter in den Industriebetrieben der Hafenstadt East London und des Industriegebietes Fort Jackson.
Zur Verbesserung urbaner Strukturen wurden 2005 aus einem Programm der Europäischen Union Mittel in Höhe von 15 Millionen Euro zur Verfügung gestellt. Die GTZ übernahm mit Unterstützung der KfW geplante Arbeiten.

## Demographische Struktur
In Mdantsane wohnten 2011 offiziell 156.835 Menschen (52,74 % weiblich) in 43.694 Haushalten. Davon müssen viele Personen in informellen Unterkünften leben. Aufgrund von Untersuchungen rechnet man aber mit 350.000 hier wohnenden Personen.
In Mdantsane befinden sich zwischen 25 und 30 Prozent der Einwohner der Metropolgemeinde Buffalo City Metropolitan Municipality, wovon 27 Prozent unter 15 Jahre alt sind. Der Bedarf an Waisenhäusern, Altersheimen und Einrichtungen für Menschen mit Behinderungen aller Art konnte bisher nicht annähernd befriedigt werden.
Zur gesundheitlichen Versorgung existieren (um 2005) sieben Kliniken und ein Krankenhaus. Diese sind für die erhebliche medizinische Problemlage nicht ausreichend. Es wird geschätzt, dass mindest drei weitere Kliniken benötigt werden. Die Infektionsrate bei HIV und der Stand weiterer dadurch verursachter Erkrankungen ist sehr hoch. In der Siedlung herrscht eine hohe Kriminalitätsrate. Die gering entwickelte Sozialstruktur und fehlende Straßenbeleuchtung begünstigt diesen Zustand.

## Egerton-Massaker

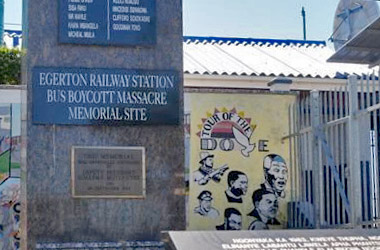
Gedenkstätte für das Egerton-Massaker

Zwischen dem Township und den Industriegebieten mit den Arbeitsplätzen für die Arbeiter waren Buslinien eingerichtet. Als im Jahr 1983 der Bustarif um fünf Cent erhöht werden sollte, gab es dagegen Proteste. Diese gipfelten am 4. August 1983 in einem Boykott gegen die Buslinien und die Menschen wollten alternativ sowie demonstrativ die an Mdantsane vorbeiführende Eisenbahnlinie für den Arbeitsweg nutzen. Militäreinheiten versuchten an allen Bahnhöfen von Mdantsane, die demonstrierenden Menschen von der Zugfahrt abzuhalten. Als das den Truppen nicht gelang, schossen sie auf die Massen. Dabei gab es elf Tote sowie verletzte und vermisste Personen. Dieses Ereignis ist in die Geschichte der Apartheid als Egerton-Massaker eingegangen. Die Bezeichnung des Ereignisses beruht auf dem Namen einer dieser Eisenbahnstationen (Egerton Station).
Zur Bewahrung der Erinnerung daran organisiert die Stiftung Mdantsane Heritage Foundation jährliche Veranstaltungen, woran vorrangig offizielle Vertreter und Schulklassen teilnehmen. Es gibt hier eine Gedenkstätte mit einem Gedenkstein.

## Verkehr
Am Nordrand der Siedlung führt die zur Autobahn ausgebaute Nationalstraße N2 entlang. Parallel zur Autobahn verläuft die Regionalstraße R102, von der die Haupterschließungsstraße M3 (Mdantsane Access Road) in die Siedlung abzweigt.
Gleichfalls parallel liegt die Eisenbahnstrecke, die East London mit King William’s Town verbindet. Mdantsane verfügt über drei Eisenbahnhaltepunkte entlang dieser Strecke. Das sind Mtsotso Station, Mdantsane Station und Mount Ruth Station. Unweit davon liegt am nordwestlichen Siedlungsrand der Bahnhof Fort Jackson Station.

## Persönlichkeiten
- Nkosinathi Joyi (* 1983), Boxer
- Siphiwe Lusizi (* 1989), Boxer
- Makazole Mapimpi (* 1990), Rugby-Spieler (Weltmeister)